# Sordo Gancé
Arnaldo Carlos Gancé, también conocido como el Sordo Gancé y El Maestro Gancé, es un personaje radial creado por Alejandro Dolina.
Apareció por primera vez en 1975, en el programa Mañanitas nocturnas, conducido por Carlos Ulanovsky y Mario Mactas en Radio Argentina. Luego apareció en el programa radial de Dolina Demasiado tarde para lágrimas (1985-91) y sus continuaciones, El ombligo del mundo (1992) y La venganza será terrible (desde 1993), y en el programa de TV La barra de Dolina.
El Sordo es un músico, interpretado por el propio Dolina, que toca el piano y canta a petición del público. Aparece en el último bloque de su programa desde 1985 y ha interpretado, desde entonces, miles de canciones.
Arnaldo Gancé es mencionado por Manuel Mandeb en la novela Crónicas del Ángel Gris de la siguiente manera: "No iré más allá de lo prudente al recordar que hace mucho soñé que el 'árbol silbador', de la leyenda dolineana, no era tal, sino dos tipos que se turnaban disfrazados de jacarandá: uno llevaba medio melón en la cabeza; el otro era el maestro Arnaldo Gancé".